# Acrodactyla degener
Acrodactyla degener là một loài tò vò trong họ Ichneumonidae.